# Tricuspidalestes caeruleus
Tricuspidalestes caeruleus es una especie de peces de la familia Alestidae en el orden de los Characiformes, es la única especie del género Tricuspidalestes.

## Morfología
Los machos pueden llegar alcanzar los 3,7 cm de longitud total.

## Hábitat
Es un pez de agua dulce y de clima tropical.

## Distribución geográfica
Se encuentran en África: cuenca del río Congo.